# Kontinentalbranten
Kontinentalbranten är det område finns mellan djuphavet och kontinentalsockeln. Den är trots sitt namn i regel inte särskilt brant utan har vanligtvis bara ett par graders lutning. Djupet är per definition mellan 150 och 3 000 meter under havet.